# Diocese de Santo Amaro
A Diocese de Santo Amaro (Dioecesis Sancti Mauri) é uma divisão territorial da Igreja Católica no estado de São Paulo. Foi criada em 15 de março de 1989 por bula do Papa João Paulo II. A diocese tem aproximadamente 2.800.000 habitantes, sendo aproximadamente 1.900.000 católicos. Possui 112 paróquias distribuídas em 11 setores diocesanos, aproximadamente 200 padres, 170 religiosos e 190 religiosas.

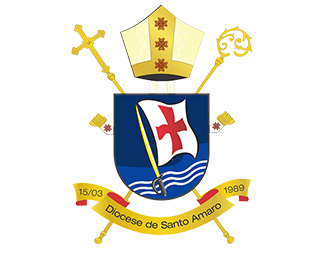
Brasão da Diocese de Santo Amaro

## Divisão territorial
O território da diocese de Santo Amaro está inteiramente dentro dos limites do município de São Paulo. A diocese está dividida em onze setores e tem um total de 112 paróquias e cerca de 174 padres entre seculares e religiosos. O território da diocese abrange dez distritos da região da Zona Sul de São Paulo: Santo Amaro, Campo Belo, Campo Grande, Cidade Ademar, Pedreira, Socorro, Grajaú, Cidade Dutra, Parelheiros e Marsilac.

## Bispos
|                 | Nome                                | Período     | Notas                        |
| --------------- | ----------------------------------- | ----------- | ---------------------------- |
| 2°              | José Negri, PIME                    | 2015– atual |                              |
| 1°              | Fernando Antônio Figueiredo, O.F.M. | 1989–2015   | Bispo emérito                |
| Bispo Coadjutor |                                     |             |                              |
|                 | José Negri, PIME                    | 2014–2015   | Bispo coadjutor              |
| Bispo auxiliar  |                                     |             |                              |
|                 | Marcelo Antonio da Silva            | 2023–atual  |                              |
|                 | Luciano Bergamin, C.R.L.            | 2000–2002   | Nomeado bispo de Nova Iguaçu |